# Национални паркови Босне и Херцеговине

У Босни и Херцеговини постоје четири национална парка. Три се налазе у Републици Српској, а један у Федерацији БиХ. Национални паркови су следећи:
- Национални парк Сутјеска - основан 1965. године (РС)
- Национални парк Козара - основан 1967. године (РС)
- Национални парк Уна - основан 2008. године (ФБиХ)
- Национални парк Дрина - основан 2017. године (РС)[1]